# Juan Pablo Villa
Juan Pablo Villa (1975) es un músico, compositor e intérprete,nacido en la Ciudad de México, el cual centra su obra en la improvisación vocal, el jazz, free jazz y la música de cámara. Sabe tocar el piano, el acordeón, el matófono, la guitarra y maneja la voz con influencias de cantos como el inuit, mongol, multifónico, cardenche y atonal, buscando la improvisación y exploración vocal con el uso de procesadores multiefectos y objetos. Su propuesta musical es poco convencional y compleja y se integra dentro de una corriente de vanguardia musical en México que busca expandir las posibilidades sonoras.

## Trayectoria
En sus inicios, entre 1997 y 2000, Villa manejó una propuesta basada en canciones con voz y guitarra, haciéndose populares en el ambiente de la rola y la trova mexicana sus temas Gente muere, Hombre ballena y Tierra de sueños. En esta etapa graba el disco Toricántaros al lado de Germán y Francisco Bringas, quienes instrumentan sus canciones con la influencia de la música oriental y el free jazz. En esta grabación ya se percibe la tendencia venidera de los trabajos del compositor, incluyendo improvisaciones de alientos y percusiones en el mismo,  alejándose de su estilo inicial.

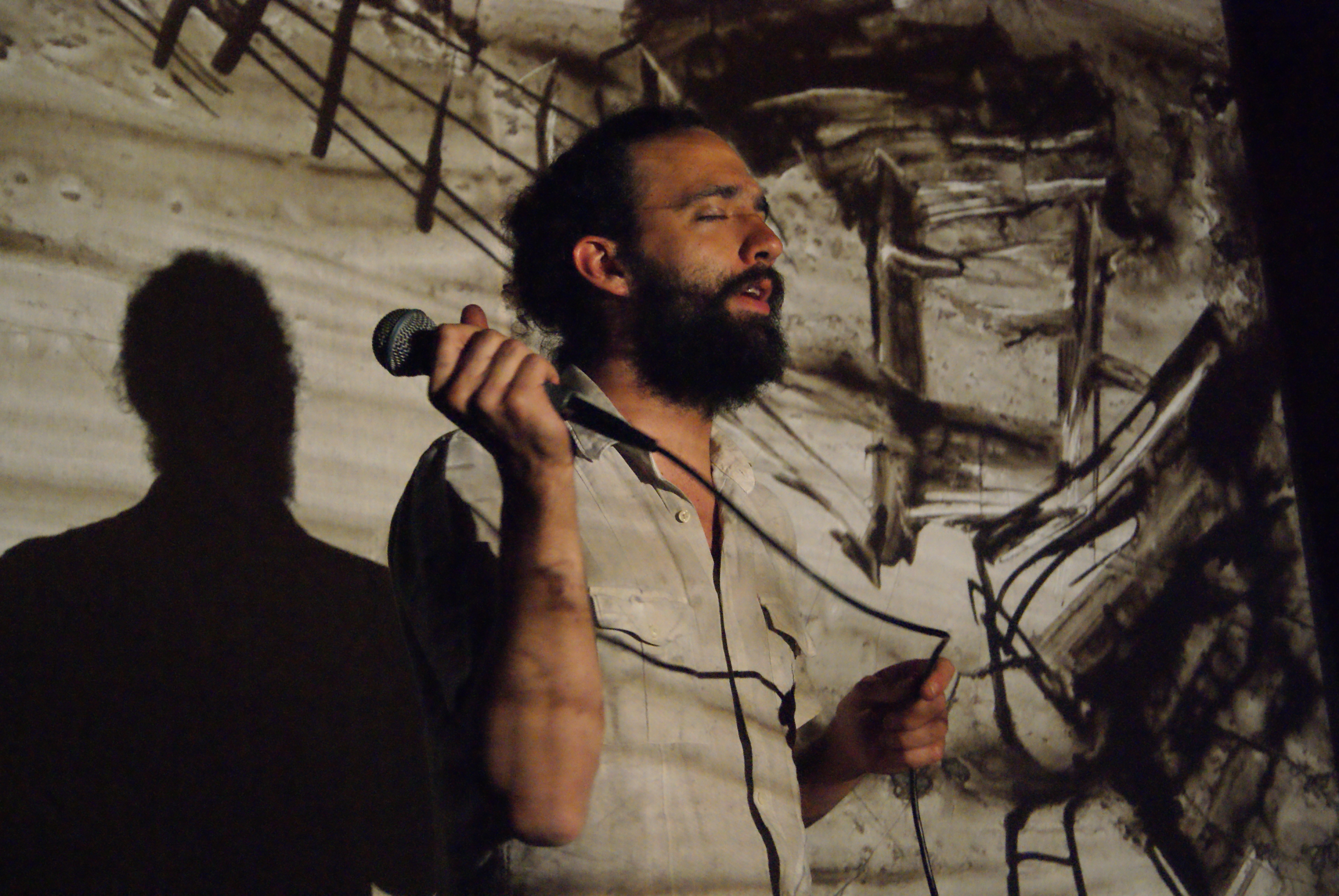
Juan Pablo Villa con Arturo López “Pío” (Cine a mano) en Puebla

En su siguiente disco Ya y Li aumentó sus capacidades vocales y sustituyó la guitarra por el piano como instrumento, incursionando en la composición de música más académica y en la improvisación, presentando una suite para piano, guitarra y voz acompañado de los músicos Francisco Bringas y Fernando Vigueras.
Luego de realizar diversos estudios vocales e investigación en propuestas vocales tanto contemporáneas -como Mike Patton o Phil Minton- como tradicionales que ocupan la voz como elemento primordial: el katajjaq de los inuit de Alaska y Canadá, el canto armónico y multifónico de los mongoles y el canto cardenche de los campesinos mexicanos de Sapioriz, Durango, con quienes incluso convivió y les mostró sus versiones.
A partir de entonces se concentró en la improvisación vocal, condensando su trabajo en el disco La gruta de baba en el que utilizó loopers y multiefectos para duplicar y triplicar su voz como forma de instrumentación de sus piezas, tratando de obtener sonidos a partir de la modulación vocal y el uso de objetos como un matófono o tubos de plástico. Con esta técnica realiza presentaciones regulares, ya sea de forma solista o en interacciones creativas como musicalizaciones para películas, o con otros artistas como los poetas Mardonio Carballo y Ricardo Castillo.
En 2011 participó en la inauguración de la Cámara Lambdoma del Cárcamo de Dolores.

## Discografía
- Tierra de sueños (Demo, 1998)
- Toricántaros (Jazzorca Records, 1999)
- Juan Pablo Villa, canciones para guitarra y voz (Producción independiente, 2002)
- Ya y Li, suite para piano, guitarra y tabla (Ediciones Pentagrama, 2004)
- Un pájaro en el alambre (Producción independiente, 2006)
- La gruta de baba (Intolerancia, 2007)

### En colaboración
- Alejandro Chávez, Mauricio Díaz, Juan Pablo Villa (Producción independiente, 2003)
- Vientos y lugares, en colaboración con Refree y Cabezas de Cera, 2008.
- Xolo, en colaboración con Mardonio Carballo, 2012.